# Torre di Mosto
Torre di Mosto és un municipi italià, dins de la ciutat metropolitana de Venècia. L'any 2007 tenia 4.575 habitants. Limita amb els municipis de Caorle, Ceggia, Cessalto (TV), Eraclea, San Donà di Piave i San Stino di Livenza.

## Administració
| Període | Identitat         | Partit         |
| ------- | ----------------- | -------------- |
| 2006-   | Alessandra Cigana | Centreesquerra |